# Miroslav Stefanović
Miroslav Stefanović (Servisch: Мирослав Стефановић) (Tuzla, 20 april 1967) is een Servisch voormalig voetballer.
Stefanović kwam in 1993 van FK Čukarički Stankom, via een constructie met FK Rad samen met Ivica Vukov, naar FC Volendam. In zijn eerste seizoen scoorde de aanvaller dertien doelpunten, hierna werden zijn prestaties minder. In 1996 ging hij naar Excelsior waar hij tot 1999 zou spelen. Het seizoen 1997/98 maakte hij op huurbasis af bij TOP Oss.